# 2004年夏季奥林匹克运动会举重比赛
2004年夏季奥林匹克运动会的举重比赛从8月15日－8月26日在尼卡亚奥林匹克举重馆举行。共有250位运动员争夺15块金牌。分为抓举和挺举两项，共男女15个项目。

## 奖牌榜
2000年悉尼夏季奥运会后，世界女子举重发展很快，原有的男子举重强国如土耳其已经在悉尼奥运会之后的4年中利用自身优势加大了对女举的发展，女举不再是中国举重队一枝独秀，本届雅典夏季奥运会土耳其、缅甸、泰国、韩国、俄罗斯等国家取得很大突破，土耳其、泰国、俄罗斯等选手在本届雅典奥运会纷纷打破世界纪录。
  *   主办国家/地区（希腊）
| 排名                      | 国家 / 地区               | 金牌 | 銀牌 | 銅牌 | 总计 |
| ------------------------- | ------------------------- | ---- | ---- | ---- | ---- |
| 1                         | 中国（CHN）               | 5    | 3    | 0    | 8    |
| 2                         | 土耳其（TUR）             | 3    | 0    | 2    | 5    |
| 3                         | 泰国（THA）               | 2    | 0    | 2    | 4    |
| 4                         | 俄罗斯（RUS）             | 1    | 2    | 4    | 7    |
| 5                         | 乌克兰（UKR）             | 1    | 1    | 0    | 2    |
| 6                         | 保加利亚（BUL）           | 1    | 0    | 1    | 2    |
| 7                         | （GEO）                   | 1    | 0    | 0    | 1    |
| 7                         | 伊朗（IRI）               | 1    | 0    | 0    | 1    |
| 9                         | 白俄罗斯（BLR）           | 0    | 2    | 1    | 3    |
| 10                        | 韩国（KOR）               | 0    | 2    | 0    | 2    |
| 11                        | 匈牙利（HUN）             | 0    | 1    | 0    | 1    |
| 11                        | 印度尼西亚（INA）         | 0    | 1    | 0    | 1    |
| 11                        | （KAZ）                   | 0    | 1    | 0    | 1    |
| 11                        | 拉脱维亚（LAT）           | 0    | 1    | 0    | 1    |
| 11                        | 朝鲜（PRK）               | 0    | 1    | 0    | 1    |
| 16                        | 哥伦比亚（COL）           | 0    | 0    | 1    | 1    |
| 16                        | 克罗地亚（CRO）           | 0    | 0    | 1    | 1    |
| 16                        | 希腊（GRE）*              | 0    | 0    | 1    | 1    |
| 16                        | 波兰（POL）               | 0    | 0    | 1    | 1    |
| 16                        | 委内瑞拉（VEN）           | 0    | 0    | 1    | 1    |
| 总计（共20个国家 / 地区） | 总计（共20个国家 / 地区） | 15   | 15   | 15   | 45   |

## 奖牌得主

### 男子

#### 男子56公斤级
| 金牌：                   | 银牌：          | 铜牌：                     |
| 哈利勒·穆特卢（ 土耳其） | 吴美锦（ 中国） | 塞达特·阿尔图奇（ 土耳其） |

#### 男子62公斤级
| 金牌：          | 银牌：          | 铜牌：                            |
| 石智勇（ 中国） | 乐茂盛（ 中国） | 伊斯利尔·侯赛·鲁比欧（ 委內瑞拉） |

#### 男子69公斤级
| 金牌：          | 银牌：      | 铜牌：               |
| 张国政（ 中国） | 李培永（ ） | 尼古拉·佩沙洛夫（ ） |

#### 男子77公斤级
| 金牌：                   | 银牌：          | 铜牌：                         |
| 塔内尔·萨厄尔（ 土耳其） | 费力莫诺夫（ ） | 雷伊汗·阿拉巴哲奥卢（ 土耳其） |

#### 男子85公斤级
| 金牌：                 | 银牌：              | 铜牌：                 |
| 格奧爾基·阿薩尼澤（ ） | 里巴库（ 白俄羅斯） | 皮洛士·季马斯（ 希腊） |

原男子举重85公斤级铜牌获得者希腊的桑帕尼斯兴奋剂检查呈阳性被取消资格。

#### 男子94公斤级
| 金牌：                | 银牌：              | 铜牌：            |
| 多布列夫（ 保加利亚） | 阿卡耶夫（ 俄羅斯） | 特尤金（ 俄羅斯） |

#### 男子105公斤级
| 金牌：                         | 银牌：                | 铜牌：                |
| 德米特里·别列斯托夫（ 俄羅斯） | 久尔科维茨（ 匈牙利） | 拉佐罗诺夫（ 乌克兰） |

#### 男子105公斤以上级
| 金牌：                   | 银牌：                  | 铜牌：                  |
| 侯赛因·拉扎扎德（ 伊朗） | 斯科巴蒂斯（ 拉脫維亞） | 乔拉科夫）（ 保加利亚） |

在8月25日的比赛中，伊朗选手拉扎扎德以263.5公斤打破了由他自己保持的挺举奥运会和世界纪录。

### 女子

#### 女子48公斤级
| 金牌：                   | 银牌：        | 铜牌：                 |
| 努尔詹·塔伊兰（ 土耳其） | 李卓（ 中国） | 维拉塔沃·阿里（ 泰國） |

在8月14日进行的奥运会举重女子48公斤级比赛中，土耳其选手塔伊兰以97.5公斤打破了抓举世界纪录，并且同时以210公斤打破了总成绩世界纪录。

#### 女子53公斤级
| 金牌：            | 银牌：              | 铜牌：                       |
| 波尔萨克（ 泰國） | 丽萨（ 印度尼西亞） | 玛韦尔·莫斯克拉（ 哥伦比亚） |

#### 女子58公斤级
| 金牌：          | 银牌：      | 铜牌：            |
| 陈艳青（ 中国） | 李成姬（ ） | 卡米亚姆（ 泰國） |

#### 女子63公斤级
| 金牌：            | 银牌：                  | 铜牌：                  |
| 斯卡昆（ 乌克兰） | 巴特休斯塔（ 白俄羅斯） | 斯图卡拉娃（ 白俄羅斯） |

在8月18日的比赛中，白俄罗斯选手巴特休斯塔以115公斤的成绩创造了新的抓举世界记录。

#### 女子69公斤级
| 金牌：          | 银牌：                     | 铜牌：              |
| 刘春红（ 中国） | 克鲁茨勒·埃丝特（ 匈牙利） | 卡萨耶娃（ 俄羅斯） |

在8月19日的比赛中，中国选手刘春红以总成绩275.0公斤以及抓举122.5公斤，挺举153公斤同时打破三项世界纪录。

#### 女子75公斤级
| 金牌：                 | 银牌：                           | 铜牌：            |
| 帕维那·童苏克（ 泰國） | 娜塔丽娅·扎波洛特那娅（ 俄羅斯） | 波波娃（ 俄羅斯） |

在8月20日的比赛中，泰国选手童苏克和俄罗斯的扎波洛特那娅以272.5公斤打破总成绩世界纪录270.0公斤。同时，俄罗斯的扎波洛特那娅以125.0公斤的抓举成绩打破了抓举世界纪录。

#### 女子75公斤以上级
| 金牌：          | 银牌：      | 铜牌：                   |
| 唐功红（ 中国） | 张美兰（ ） | 阿加塔·弗鲁贝尔（ 波蘭） |

在8月21日的比赛上，中国选手唐功红以305.0公斤的总成绩打破世界纪录302.5公斤。